# Kommunalwahlen in Hessen 1985

Wappen des Landes Hessen

Die Kommunalwahlen in Hessen 1985 fanden am 10. März 1985 statt. Als stärkste kommunale Kraft löste die SPD Hessen die Christdemokraten mit 2,6 Prozentpunkten Vorsprung ab. Das Ergebnis der CDU brach im Vergleich zur Wahl 1981 um 6,3 Prozentpunkte ein, dem standen Gewinne bei den Grünen und der SPD gegenüber.

## Ergebnisse
4,1 Millionen Wähler waren wahlberechtigt und 75,8 % gingen zur Wahl. Dies bedeutete ein leichtes Absinken der Wahlbeteiligung im Vergleich zu 1981 um 0,5 Prozentpunkte.
Bei der Wahl in den Kreisen und kreisfreien Städten ergaben sich folgende Ergebnisse:
| Partei        | Ergebnis | Veränderung |
| ------------- | -------- | ----------- |
| SPD           | 43,7 %   | + 4,3 %p    |
| CDU           | 41,1 %   | - 6,3 %p    |
| GRÜNE         | 7,1 %    | + 2,8 %p    |
| FDP           | 5,3 %    | - 0,7 %p    |
| Wählergruppen | 2,1 %    | + 0,1 %p    |
| Sonstige      | 2,9 %    | ± 0,0 %p    |

Für die Ergebnisse in ausgewählten hessischen Städten siehe:
- Darmstadt
- Frankfurt am Main
- Fulda
- Kassel
- Offenbach am Main
- Wiesbaden